# Дауда Діакіте
Дауда́ Діакіте́ (фр. Daouda Diakité, нар. 30 березня 1983, Уагадугу) — буркінійський футболіст, воротар клубу «Салітас» та національної збірної Буркіна-Фасо.

## Клубна кар'єра
У дорослому футболі дебютував 2002 року виступами за команду клубу «Етуаль Філант», в якій провів три сезони.
Своєю грою за цю команду привернув увагу представників тренерського штабу єгипетського клубу «Ель Мокаволун аль-Араб», до складу якого приєднався 2005 року. Відіграв за каїрську команду наступні шість сезонів своєї ігрової кар'єри.
Протягом сезону 2011–12 років захищав кольори бельгійського клубу «Тюрнгаут», що виступав у третьому за рівнем дивізіоні.
До складу «Льєрс» приєднався влітку 2012 року, проте програв конкуренцію молодому Матцу Селсу й зіграв за команду з Ліра 1 матч, 22 вересня 2012 року вийшовши на заміну на 80-й хвилині замість Доллі Менга в матчі чемпіонату проти «Васланд-Беверена».

## Виступи за збірну
2003 року дебютував в офіційних матчах у складі національної збірної Буркіна-Фасо.
У складі збірної був учасником Кубка африканських націй 2010 року в Анголі, Кубка африканських націй 2012 року у Габоні та Екваторіальній Гвінеї, і Кубка африканських націй 2013 року у ПАР.
Провів у формі головної команди країни 48 матчів.

## Титули і досягнення
- Срібний призер Кубка африканських націй: 2013